# Sami Wolking
Sami Wolking, född 18 augusti 1973 i Helsingfors, är en före detta medlem i det finska hårdrocksbandet Lordi.
Under namnet Magnum spelade han basgitarr i bandet 1999 till 2002. I sin mask föreställde han en cyborg.
På bandets första album, Get Heavy från 2002, är hans efterträdare Kalma med på omslaget och alla bilder, förutom på sista sidan i häftet, trots att Magnum spelar all bas på albumet. Men man kan också se Magnum i originalvideon till Would You Love a Monsterman. Han är också den enda av Lordis basister som har använt en 5-strängad bas.
Sommaren 2006 startade han bandet "Shackle Me Not" som han spelar bas i. Bandet bytte senare namn till "Naket idol" eftersom det redan fanns ett annat band som heter "Shake Me Not".